# Asger Aaboe
Asger Hartvig Aaboe, né le 26 avril 1922 à Copenhague et mort le 19 janvier 2007 à North Haven, est un historien des sciences exactes et mathématicien danois connu pour ses contributions à l'histoire de l'astronomie babylonienne antique.

## Formation et carrière
Il a étudié les mathématiques, la chimie, la physique et l'astronomie à l'université de Copenhague d'où il est diplômé en 1947, avec un mémoire sur « Die Bestimmung von Flächen und Volumina in der Antike insbesondere in den Werken von Archimedes ».
En 1947-1948 il est professeur invité à l'université Washington de Saint-Louis. Il occupe ensuite un poste d'enseignant au Danemark puis devient en 1952 instructeur à l'université Tufts. Il étudie à partir de 1955 l'histoire des sciences auprès d'Otto Neugebauer à l'université Brown où il obtient en 1957 un doctorat sous sa direction, en écrivant une thèse intitulée On Babylonian Planetary Theories. En 1961, il a rejoint le Département d'histoire des sciences et de la médecine de l'université Yale, où il a été président de 1968 à 1971 et y a poursuivi une carrière active jusqu'à sa retraite en 1992.

## Travaux
Dans ses études sur l'astronomie babylonienne, il est allé au-delà des analyses en termes de mathématiques modernes pour chercher à comprendre comment les Babyloniens ont conçu leurs schémas de calcul,,.
Il s'est intéressé à des textes théoriques sur le cycle du saros.

## Prix et distinctions
Il a été élu à l'Académie royale danoise des sciences et des lettres en 1975, a été président de l'Académie des arts et des sciences du Connecticut de 1970 à 1980 et a été membre de nombreuses autres sociétés savantes, dont l'Académie internationale d'histoire des sciences.
En 1962 il donne une conférence au Congrès international des mathématiciens à Stockholm, intitulée « Pre-Ptolemaic greek astronomy ».

## Personnel
Il se marie avec Joan Armstrong le 14 juillet 1950, avec qui il a quatre enfants : Kirsten Aaboe, Erik Harris Aaboe, Anne Aaboe et Niels Peter Aaboe.

## Publications
- Episodes from the Early History of Mathematics, New York: Random House, 1964. Springer, 2001,  (ISBN 0-387-95136-9).
- "Scientific Astronomy in Antiquity", Philosophical Transactions of the Royal Society of London, A.276, (1974: 21–42).
- "Mesopotamian Mathematics, Astronomy, and Astrology", The Cambridge Ancient History (2nd. Ed.), Vol. III, partie 2, chap. 28b, Cambridge: Cambridge University Press, 1991,  (ISBN 978-0-521-22717-9)
- (en) Asger Aaboe, « Some Seleucid mathematical tables, Journal of Cuneiform Studies » Yale University, New Haven, Connecticut, États-Unis, 1968, The American Schools of Oriental Research.
- Asger Aaboe, « Review of A History of Ancient Mathematical Astronomy », Isis, vol. 69, no 3,‎ 1978, p. 441–445 (lire en ligne, consulté le 7 octobre 2016)
- From Ancient Omens to Statistical Mechanics: Essays on the Exact Sciences presented to Asger Aaboe, edité par J. L. Berggren et B. R. Goldstein. Copenhague: University Library, 1987 lire en ligne.